# Lac du Tolerme
Le lac du Tolerme est le plus grand plan d'eau artificiel du département du Lot.

## Situation
Le lac du Tolerme se situe au pied des contreforts du Massif central, au Nord-Est du département du Lot entre les communes de Sénaillac-Latronquière et de Gorses sur la D653 qui relie Cahors à Laroquebrou en passant par Lacapelle-Marival et Saint-Médard-Nicourby.

## Description
Cette retenue d'eau artificielle d'orientation WNW-ESE a été créée en 1990 sur d'anciens prés humides, par deux barrages en remblai à son extrémité ouest : le plus grand (environ 20 mètres) sur le lit actif du ruisseau Le Tolerme, l'autre sur une dérivation fossile au nord-ouest.

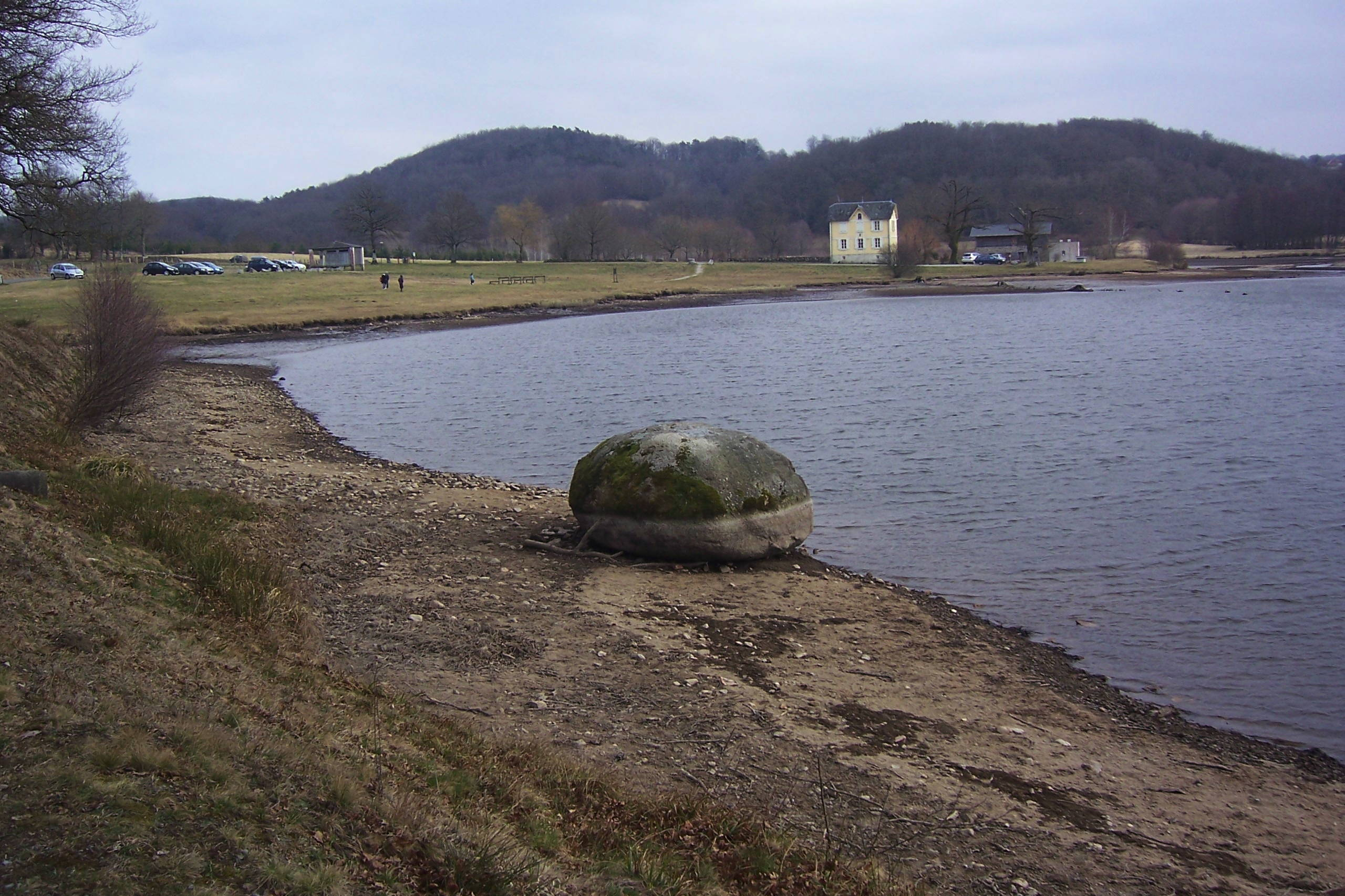
Au premier plan, rocher érodé et au fond, le lieu-dit La Scierie

Une de ses branches suit vers le Sud-Est sur 300 mètres son affluent provenant du lieu-dit l'Homme-Mort. La pointe de terre formée à cet endroit est baptisée La Presqu'île. Il est aussi alimenté par le ruisseau de Puech venant de l'ouest de Latronquière et bien sûr par le Tolerme provenant de l'Ouest de Labastide-du-Haut-Mont.
Dans sa plus grande longueur, le lac mesure 1 450 m. Sa largeur moyenne avoisine les 170 m et 400 m au plus large. Sa superficie totale est de 20 hectares, 38 hectares pour le site complet. Son altitude est d'environ 532 m
Au niveau de la ligne électrique, le lieu-dit La Scierie , le bâtiment existant à l'Est en rive droite et le bief de dérivation du Tolerme long de 600 mètres semblent attester de la présence par le passé d'un moulin ou d'une installation utilisant l'énergie de l'eau (une scierie). Ce bâtiment a été transformé en gîte de pêche.

## Équipements

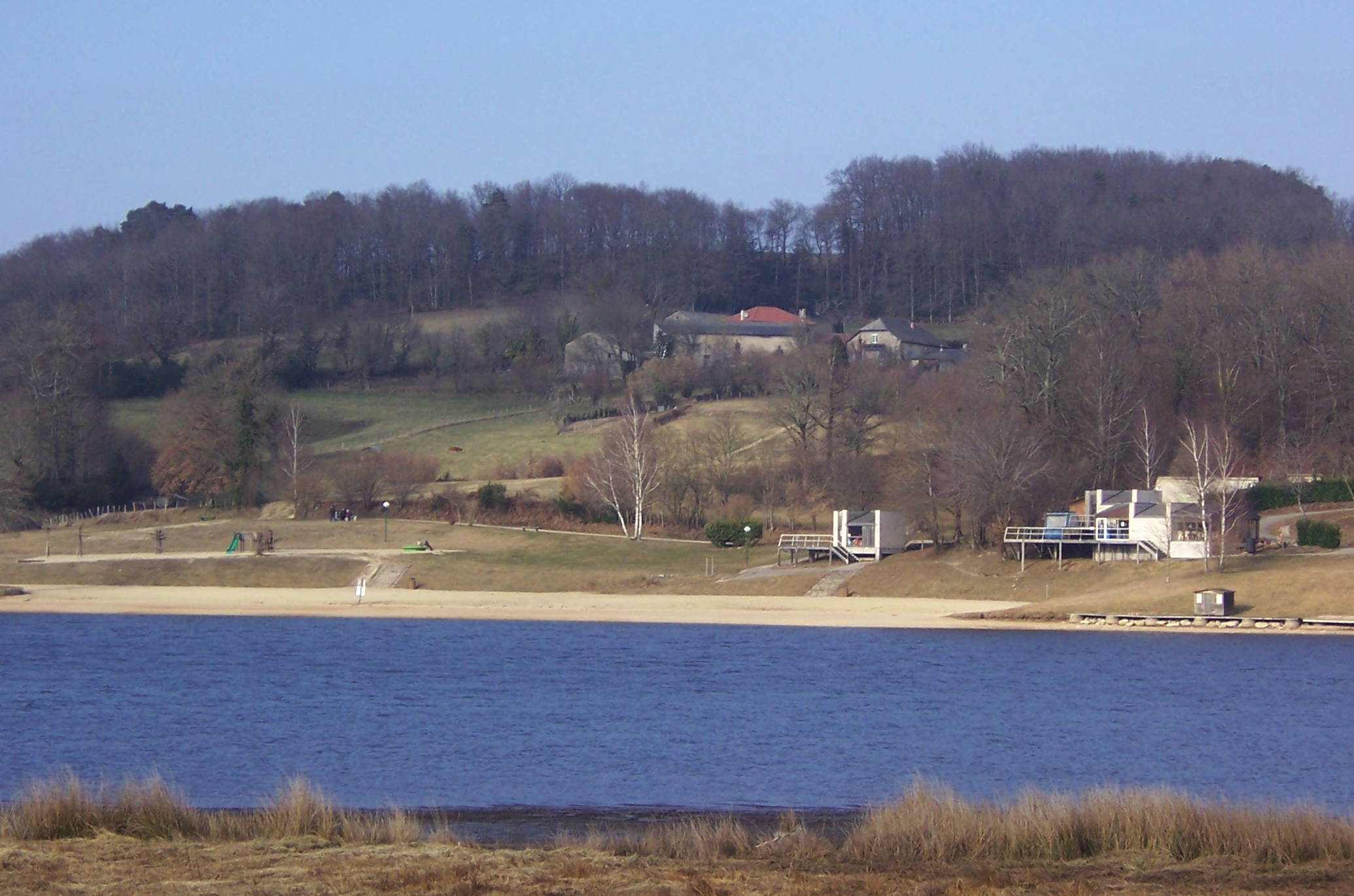
La base de loisir du lac du Tolerme en hiver.

- Un grand parking, des jeux pour enfants et deux bar-restaurants ;
- Une base de loisirs se trouve au Nord et comprend : une plage avec aire de baignade et toboggan aquatique, un club d'aviron, des jeux pour enfants, la location de pédalos et canoës, face à la plage : un restaurant-bar-snac "Les Rives du Tolerme" ;
- Sur l'autre rive un autre restaurant "Restaurant la presqu'île" ;
- Un parcours de santé et un sentier pédestre de 5 kilomètres font le tour du Lac ;
- Des aires pour la pêche (Lac en 2e catégorie) ;
- Trois aires de pique-nique avec barbecue à disposition ;
- Un sentier botanique entre les deux digues ;
- l'Arche du Tolerme : une structure couverte, à ossature de bois, de 600 m2 et une scène de 160 m2 offert à la location[6],[7]

## Manifestations
- Championnat d'Europe d'aéroglisseurs en 2003 et 2004
- Championnat de France de motonautisme Radio commandée en 2005
- Championnat du monde d'aéroglisseur en 2006.
- Course à pied autour du lac : Raid nature / Trail de 2008 à 2013.

## Galerie Photos

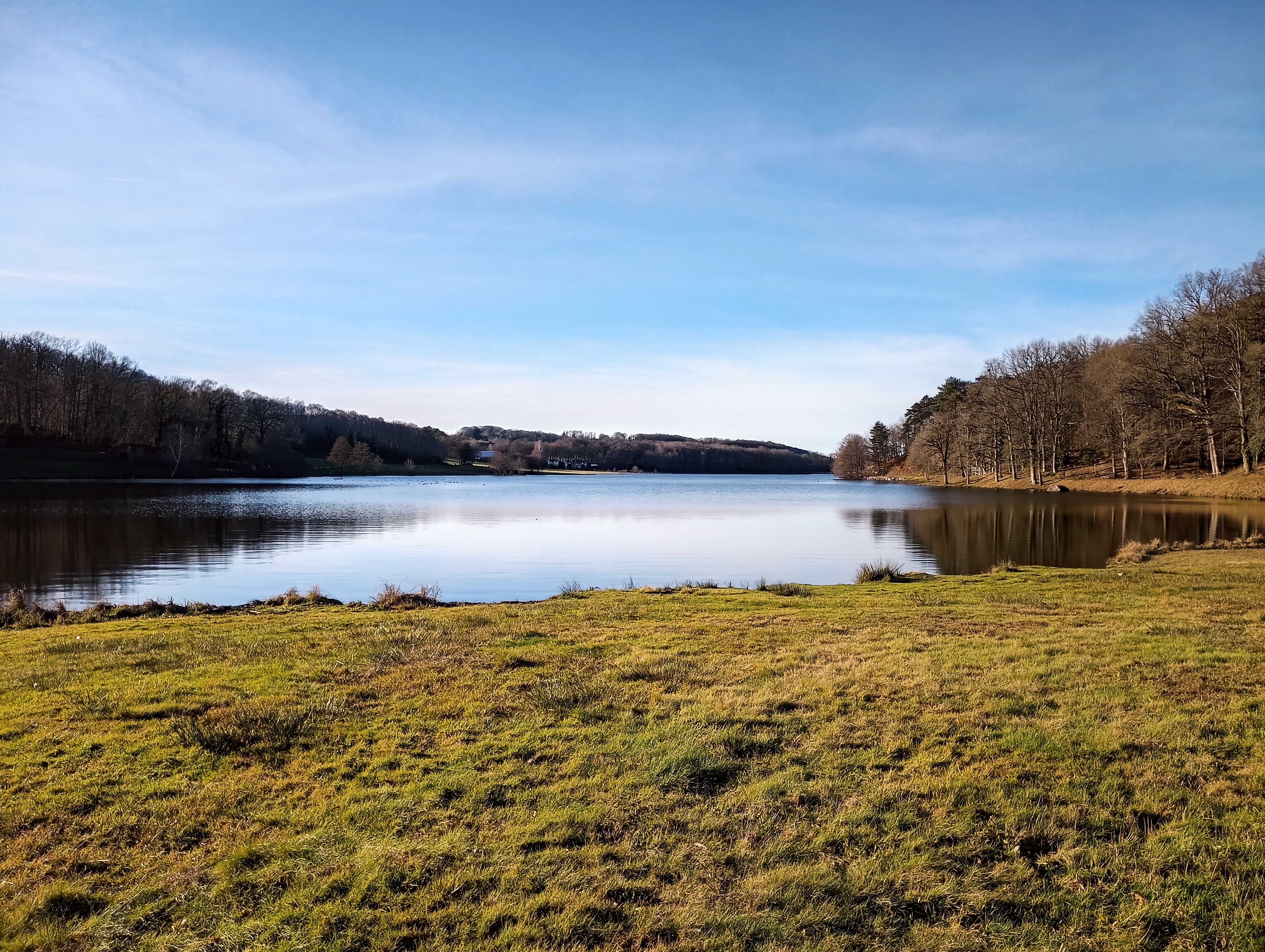
Partie sud du lac.
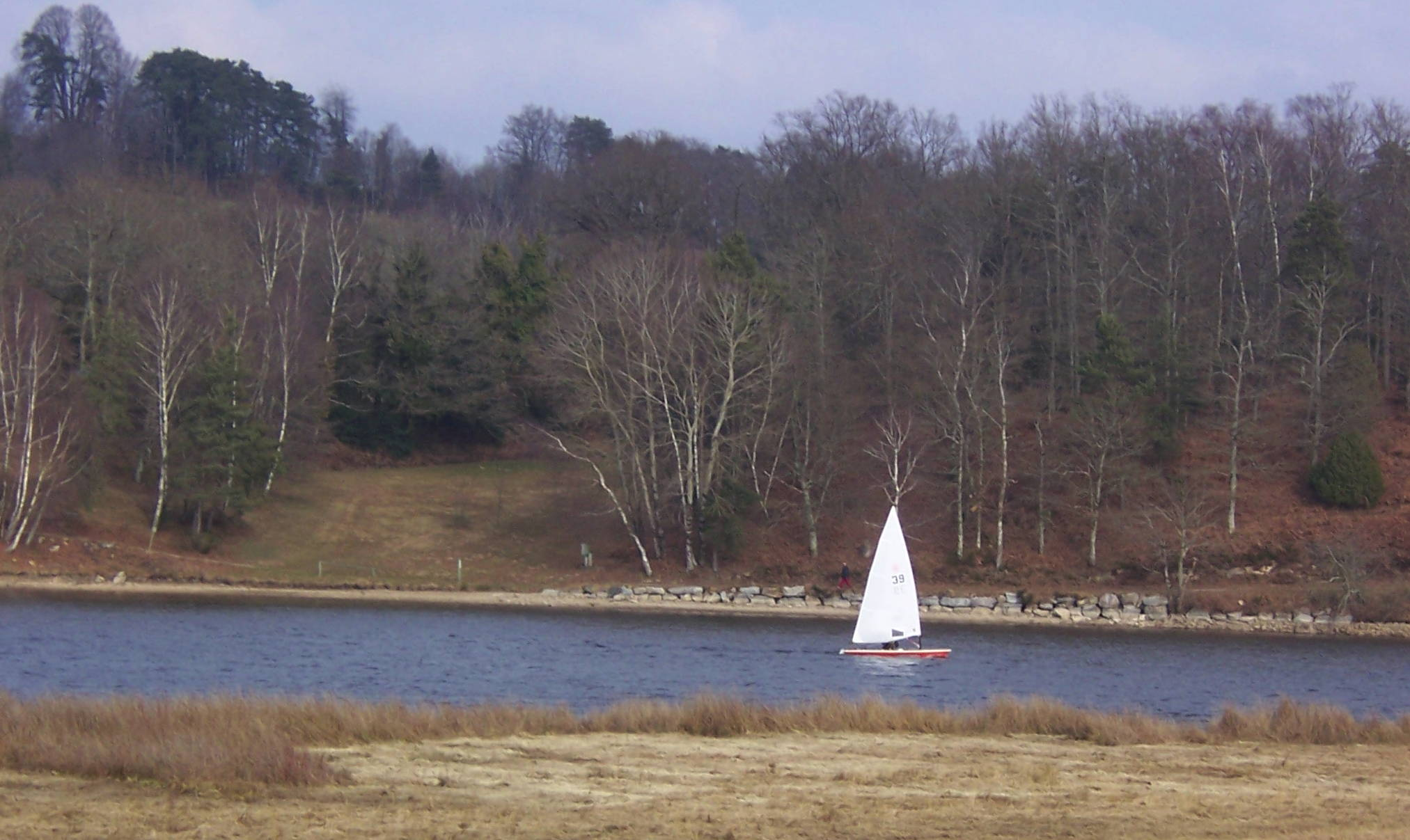
Voilier sur le lac.
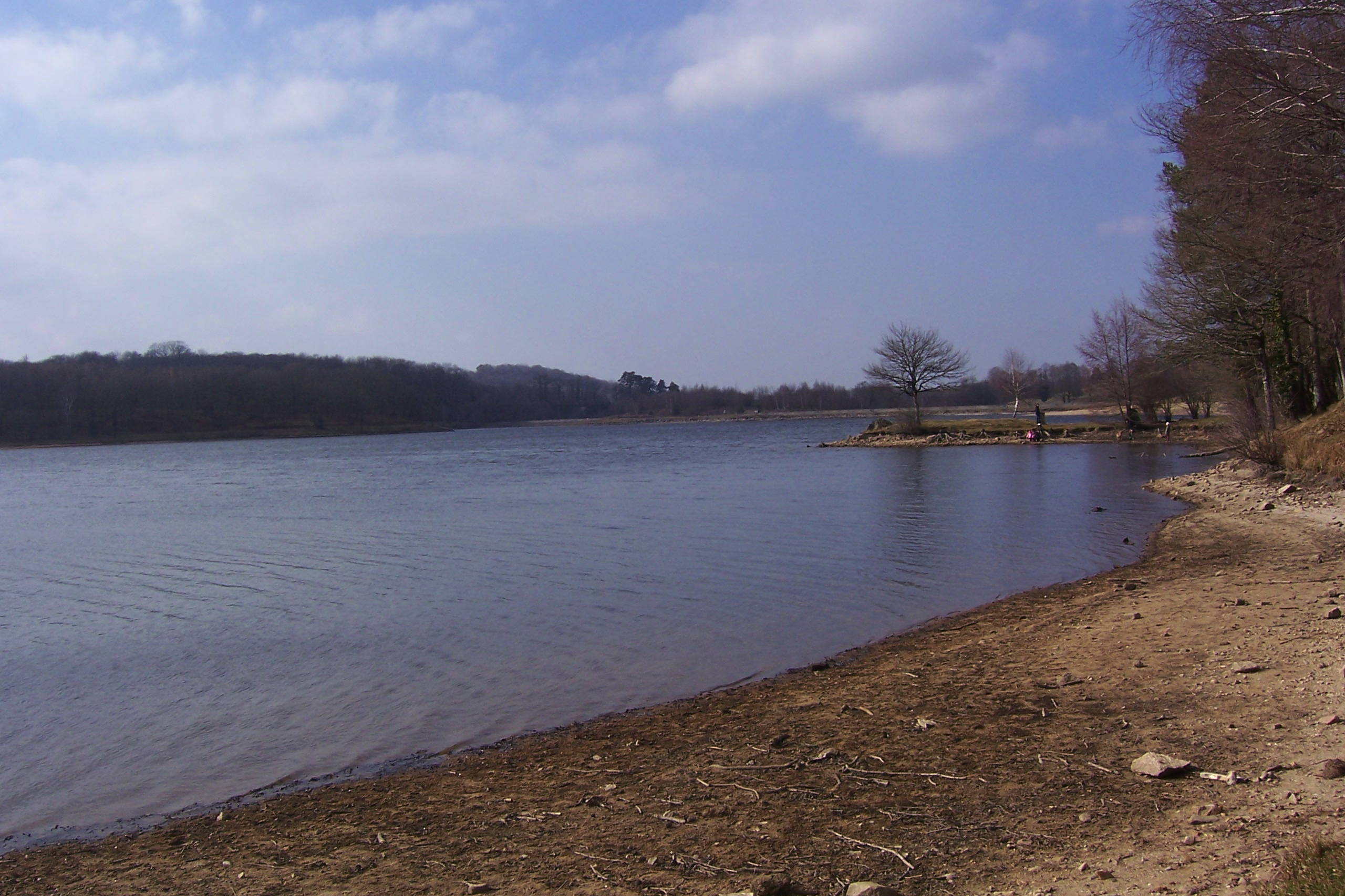
Berge du lac.*
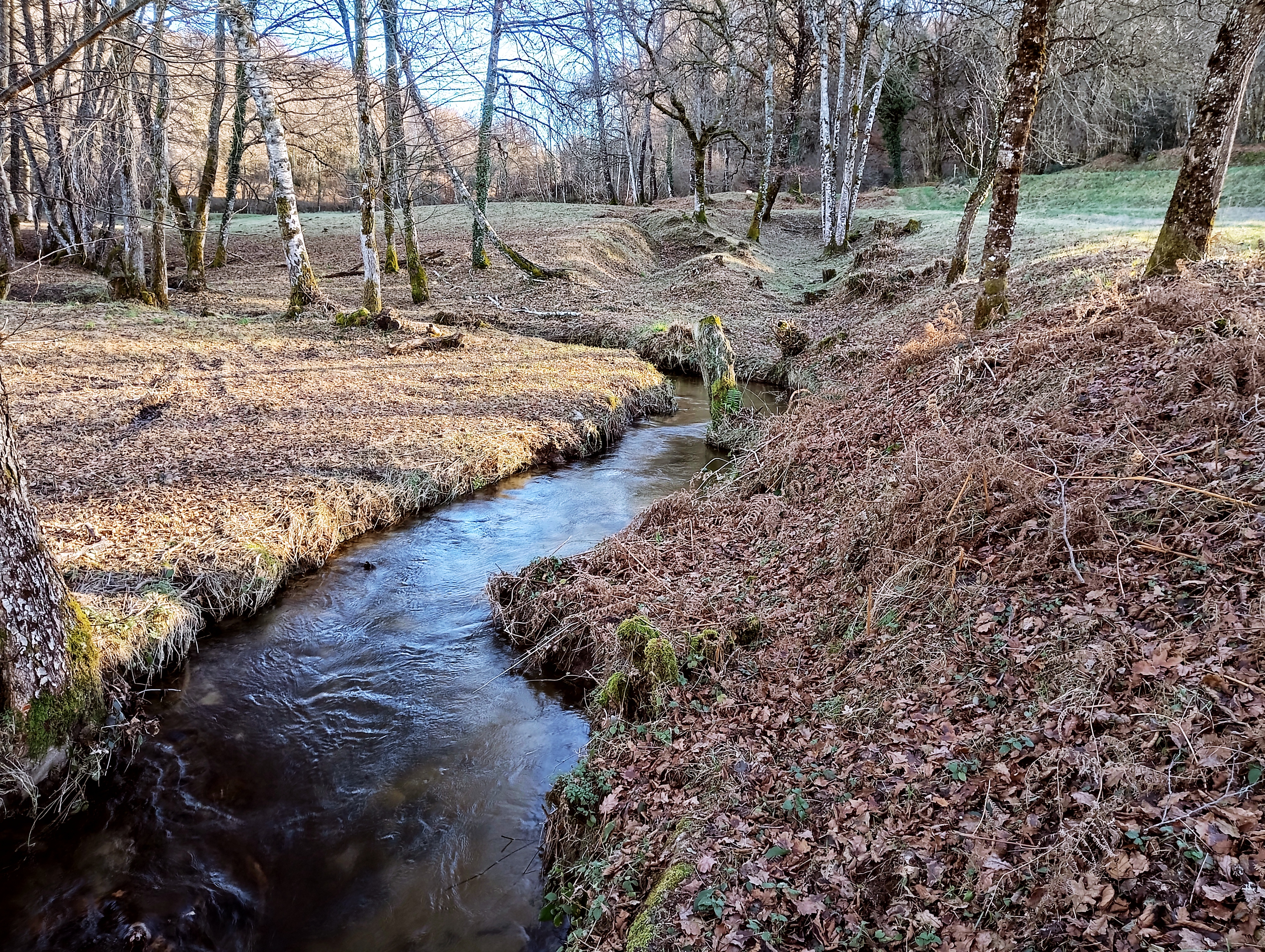
Le ruisseau du Puech-Lasvieilles, affluent du lac.
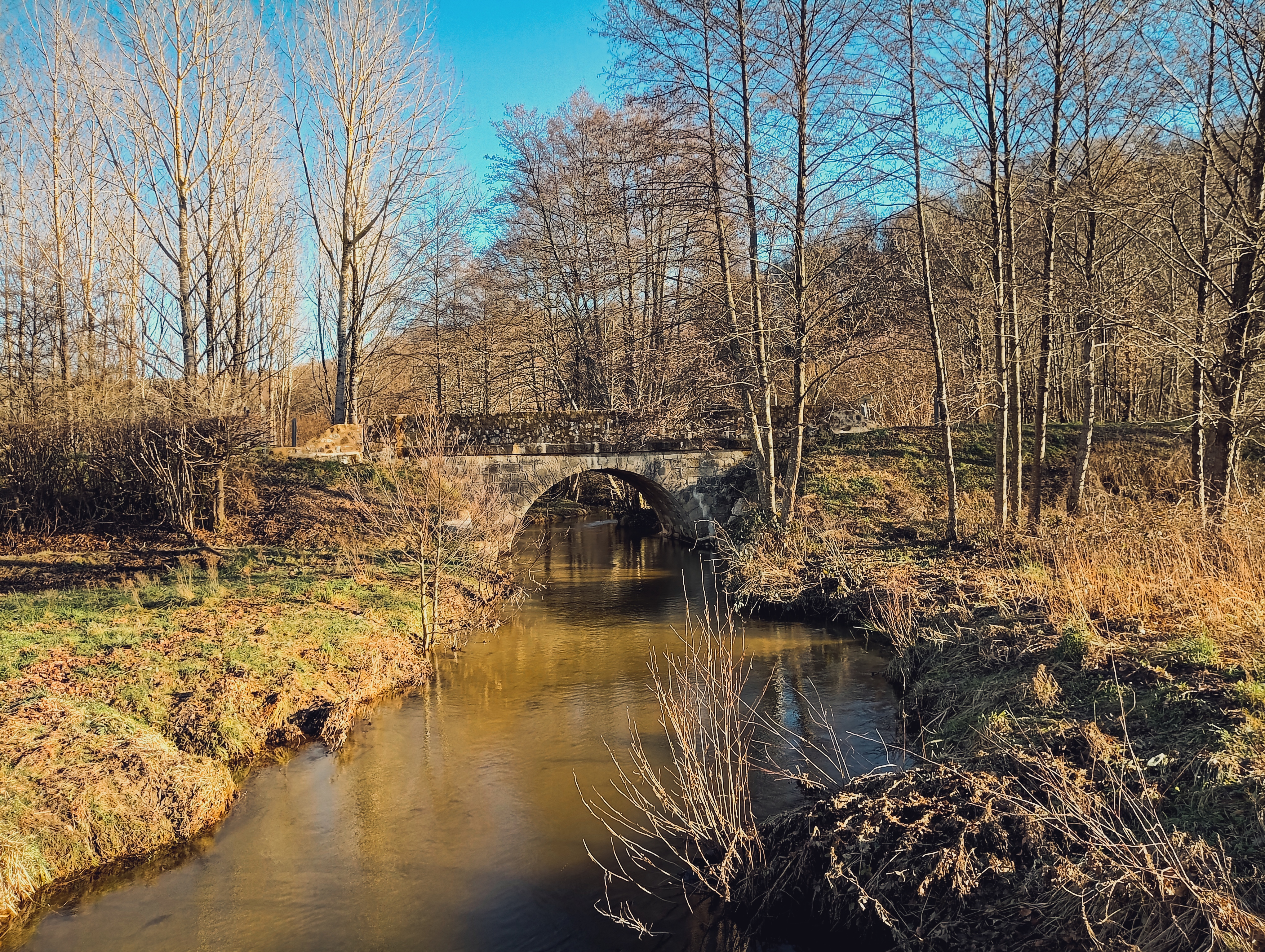
Pontt enjambant le Tolerme en aval du lac.